# Lemaireodirphia knorkei
Lemaireodirphia knorkei is een vlinder vlinder van de familie nachtpauwogen (Saturniidae). De wetenschappelijke naam is voor het eerst gepubliceerd in 2012 door Ronald Brechlin & Frank Meister.

## Type
- holotype: "male, VII-VIII.2011. leg. locale collector"
- instituut: Museum Witt München later naar Zoologische Staatssammlung München, München, Duitsland
- typelocatie: "Mexico, Est. Durango-Sinaloa border, Mesa de Negros, 1900 m"